# المجزف (ذي السفال)

تعديل مصدري - تعديل

المجزف هي إحدى قرى عزلة العداني بمديرية ذي السفال التابعة لمحافظة إب، بلغ تعداد سكانها 2200 نسمة حسب تعداد اليمن لعام 2004.